# Mistrzostwa NCAA Division III w Zapasach w 2014
Mistrzostwa NCAA Division III w zapasach w 2014 roku rozegrane zostały w Cedar Rapids w dniach 14–15 marca. Zawody odbyły się w U.S. Cellular Center. Gospodarzem zawodów był Cornell College.
- Outstanding Wrestler – Nazar Kulczycki

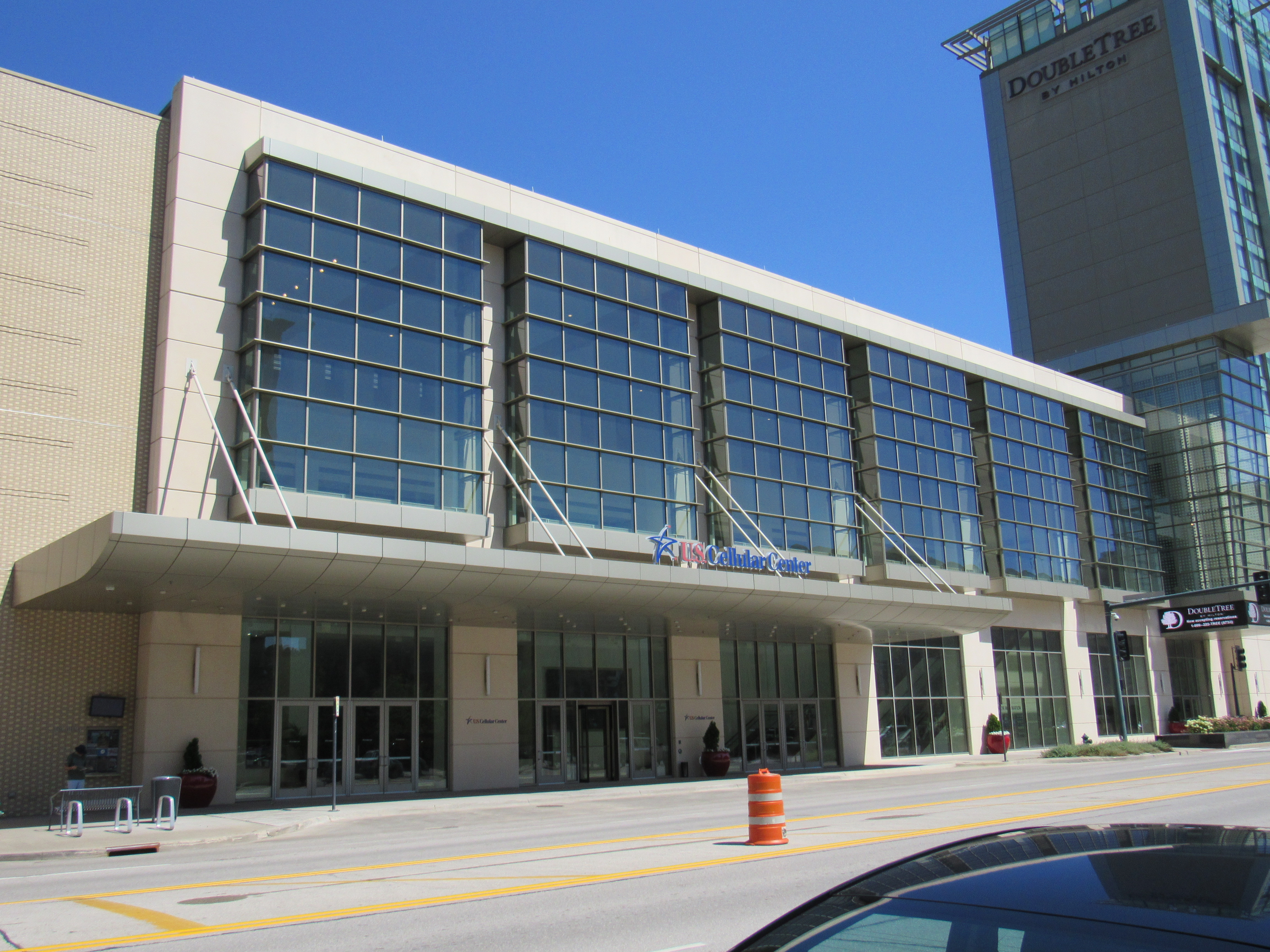

Punkty zdobyło 58 drużyn.

## Wyniki

### Drużynowo
| Kolejność | Szkoła                                           | Zespół      |
| --------- | ------------------------------------------------ | ----------- |
| 1.        | Wartburg College                                 | Knights     |
| 2.        | University of Wisconsin–Whitewater               | Warhawks    |
| 3.        | Messiah College                                  | Falcons     |
| 4.        | Coe College                                      | Kohawks     |
| 5.        | Augsburg University                              | Auggies     |
| 6.        | Delaware Valley University                       | Aggies      |
| 6.        | State University of New York College at Cortland | Red Dragons |
| 8.        | Johnson & Wales University                       | Wildcats    |

### All American

#### 125 lb
| Lp. | Zawodnik            | Szkoła              |
| --- | ------------------- | ------------------- |
| 1.  | Mike Fuenffiger     | Augsburg            |
| 2.  | Lucas Malmberg      | Messiah             |
| 3.  | Jesse Gunter        | Baldwin Wallace     |
| 4.  | Robert Bidlingmaier | Olivet              |
| 5.  | Gilberto Camacho    | Wartburg            |
| 6.  | Matthias Ellis      | Brockport           |
| 7.  | Paul Bewak          | Johns Hopkins       |
| 8.  | Sean Ambrocio       | Concordia–Wisconsin |

#### 133 lb
| Lp. | Zawodnik          | Szkoła               |
| --- | ----------------- | -------------------- |
| 1.  | Kenneth Anderson  | Wartburg             |
| 2.  | Alex Gomez        | Ithaca               |
| 3.  | Jeremy Border     | Mount Union          |
| 4.  | Ryan O’Boyle      | McDaniel             |
| 5.  | Jimmy Nehls       | Wisconsin–Whitewater |
| 6.  | Jacoby Bergeron   | Concordia–Moorhead   |
| 7.  | Silas Murray      | Rhode Island         |
| 8.  | Nathaniel Giorgio | Coast Guard          |

#### 141 lb
| Lp. | Zawodnik         | Szkoła               |
| --- | ---------------- | -------------------- |
| 1.  | Kaleb Loht       | Messiah              |
| 2.  | Matt Adcock      | Wisconsin–Whitewater |
| 3.  | Brandon Jones    | New York             |
| 4.  | Charles Banaszak | Chicago              |
| 5.  | Michael Ferinde  | Johnson & Wales      |
| 6.  | Henry Stauber    | Johns Hopkins        |
| 7.  | Matt Holmes      | Loras                |
| 8.  | Wayne Black      | Mount St. Joseph     |

#### 149 lb
| Lp. | Zawodnik         | Szkoła               |
| --- | ---------------- | -------------------- |
| 1.  | Ryan Prater      | Elmhurst             |
| 2.  | Robert Dierna    | SUNY–Cortland        |
| 3.  | Vincent Fava     | Delaware             |
| 4.  | Mark Hartenstine | Wilkes               |
| 5.  | Elroy Perkin     | Wisconsin–Whitewater |
| 6.  | Daniel Mirman    | John Carroll         |
| 7.  | Jacob Long       | Concordia–Moorhead   |
| 8.  | Nick Drendel     | Dubuque              |

#### 157 lb
| Lp. | Zawodnik         | Szkoła            |
| --- | ---------------- | ----------------- |
| 1.  | Nazar Kulczycki  | Wisconsin–Oshkosh |
| 2.  | Dimitri Boyer    | Coe               |
| 3.  | Jorge Lopez      | Williams          |
| 4.  | Reece Lefever    | Wabash            |
| 5.  | Everet Desilets  | Johnson & Wales   |
| 6.  | Jon Garrison     | Mount Union       |
| 7.  | Mark Savenok     | Wheaton College   |
| 8.  | Richard Jasinski | Ursinus           |

#### 165 lb
| Lp. | Zawodnik           | Szkoła                 |
| --- | ------------------ | ---------------------- |
| 1.  | Cole Welter        | Wartburg               |
| 2.  | Nicholas Carr      | Washington & Jefferson |
| 3.  | Chris Burdge       | Centenary              |
| 4.  | Kristopher Schimek | Ithaca                 |
| 5.  | Cedric Gibson      | Wisconsin–Whitewater   |
| 6.  | Dylan Foley        | Springfield            |
| 7.  | Stephen Aiello     | Wheaton                |
| 8.  | Collin Crowell     | Roger Williams         |

#### 174 lb
| Lp. | Zawodnik            | Szkoła            |
| --- | ------------------- | ----------------- |
| 1.  | Landon Williams     | Wartburg          |
| 2.  | Anthony Bonaventura | Waynesburg        |
| 3.  | Ethan Ball          | Coe               |
| 4.  | Dan Schiferl        | Wisconsin–Oshkosh |
| 5.  | Ricardo Plummer     | Messiah           |
| 6.  | Zach Zotollo        | New Jersey        |
| 7.  | Lou Puca            | SUNY–Cortland     |
| 8.  | Colin Lenhardt      | Johnson & Wales   |

#### 184 lb
| Lp. | Zawodnik            | Szkoła              |
| --- | ------------------- | ------------------- |
| 1.  | Riley Lefever       | Wabash              |
| 2.  | Brian Broderick     | New Jersey          |
| 3.  | Christoper Chorzepa | Williams            |
| 4.  | Josh Thomson        | Messiah             |
| 5.  | Caleb Malychewski   | Pacific             |
| 6.  | Ryan Sheldon        | Coe                 |
| 7.  | David Welch         | Roger Williams      |
| 8.  | Eric Twohey         | Wisconsin–La Crosse |

#### 197 lb
| Lp. | Zawodnik         | Szkoła               |
| --- | ---------------- | -------------------- |
| 1.  | Alex Coolidge    | Cornell              |
| 2.  | Shane Siefert    | Wisconsin–Whitewater |
| 3.  | Jacob Lowry      | Thiel                |
| 4.  | Aaron Karns      | Delaware             |
| 5.  | Donnie Horner    | Coe                  |
| 6.  | Joe Giaramita    | SUNY–Cortland        |
| 7.  | Punahele Soriano | Wartburg             |
| 8.  | Paul Glover      | Brockport            |

#### 285 lb
| Lp. | Zawodnik          | Szkoła              |
| --- | ----------------- | ------------------- |
| 1.  | James Buss        | Loras               |
| 2.  | Ryan Fank         | Wartburg            |
| 3.  | Chad Johnson      | Augsburg            |
| 4.  | Zachery Roseberry | Delaware            |
| 5.  | Mackenzie Green   | Trine               |
| 6.  | Jacob Minske      | Wisconsin–La Crosse |
| 7.  | Cody Lovejoy      | Ohio Northern       |
| 8.  | Ricky Caruso      | Bridgewater State   |